# تشياو رو
تشياو رو (بالصينية: 乔如) مواليد 5 يناير 1995، هي لاعبة كرة يد صينية تلعب كمحور. مثلت منتخب الصين لكرة اليد للسيدات.

## سجل المنافسة
شاركت في البطولات التالية:
- بطولة العالم لكرة اليد للسيدات 2015